# Polydesmus python
Polydesmus python är en mångfotingart som beskrevs av Peters 1864. Polydesmus python ingår i släktet Polydesmus och familjen plattdubbelfotingar. Inga underarter finns listade i Catalogue of Life.